# Elis Bishesari
Elis Bishesari, né le 19 mai 2005 à Stockholm en Suède, est un footballeur suédois qui évolue au poste de gardien de but à l'IFK Göteborg.

## Biographie

### En club
Né à Stockholm en Suède, Elis Bishesari est formé par l'IF Brommapojkarna avant de rejoindre l'IFK Göteborg, où il poursuit sa formation. Il joue son premier match en professionnel lors d'une rencontre de championnat face au Djurgårdens IF, le 1er avril 2024. Il est titularisé et son équipe est battue par quatre buts à un. Le jour suivant il signe son premier contrat professionnel avec le club, d'une durée de quatre ans, et est définitivement intégré à l'équipe première,.
Alors qu'il enchaîne les titularisations, Bishesari perd sa place étant devancé dans la hiérarchie par Pontus Dahlberg au début de l'année 2025. Il retrouve toutefois une place de titulaire après une nouvelle blessure de Dahlberg survenue le 4 mai 2025, lors d'une défaite en championnat face au Mjällby AIF (1-0 score final),.

### En sélection
Né d'un père originaire d'Iran et d'une mère de Roumanie, Elis Bishesari représente son pays de naissance en sélection, la Suède,.
Il joue un total de quatre matchs avec l'équipe de Suède des moins de 19 ans, tous en 2023.
Bishesari joue son premier match avec l'équipe de Suède espoirs le 14 novembre 2024, lors d'un match amical contre l'Irlande. Son équipe l'emporte par deux buts à zéro ce jour-là.